# بروکنویدورف
بروکنویدورف (به آلمانی: Bruckneudorf) یک Landgemeinde و شهرستان اتریش در اتریش است که در Neusiedl am See District واقع شده‌است.

## خصوصیات
بروکنویدورف ۲٬۸۰۹ نفر جمعیت دارد.